# Amyema mackayensis
Amyema mackayensis là một loài thực vật có hoa trong họ Loranthaceae. Loài này được (Blakely) Danser mô tả khoa học đầu tiên năm 1929.